# Municipio de Trinidad García de la Cadena
El municipio de Trinidad García de la Cadena es uno de los 58 municipios del estado mexicano de Zacatecas. Su cabecera es la localidad de Trinidad García de la Cadena.

## Geografía
El municipio de  Trinidad García de la Cadena anteriormente llamado La Estanzuela se encuentra al sur del estado de Zacatecas en las estribaciones de la Sierra Madre Occidental, a los 21°12’ de latitud norte y a los 103°28’ de longitud al oeste del meridiano de Greenwich. Cuenta con una extensión territorial de 306 km² y colinda con Mezquital del Oro, al oriente y al norte con el Teúl y al sur con el municipio de San Cristóbal de la Barranca y tequila del  estado de Jalisco.
Su fundación comenzó en el año de 1530 cuando los españoles iban camino al norte.